# لا مینرو، کبک
لا مینرو (به فرانسوی: La Minerve) شهری در منطقه شهری له لورانتید ناحیه لورانتید در استان کبک کانادا است. در سرشماری سال ۲۰۱۱ این شهر ۱٬۱۸۲ نفر جمعیت داشته‌است و مساحت آن ۲۹۷٫۷۸ کیلومتر مربع است.